# Roger Henneuse
Roger Henneuse (Bury, 19 juni 1943 — Péruwelz, 14 juni 2021) was een Belgisch politicus voor de PS en magistraat. Hij was onder meer senator en rechter in het Grondwettelijk Hof.

## Biografie
Van opleiding regent in de wetenschappen ging Henneuse aan de slag in het secundair onderwijs, eerst van 1961 tot 1980 als leraar in het Atheneum van Péruwelz en daarna van 1980 tot 1987 als schooldirecteur in het Lyceum van de gemeente. 
Hij militeerde vanaf de jaren '60 voor de socialistische partijen PSB en PS en werd in oktober 1976 verkozen tot gemeenteraadslid van Péruwelz. Na de gemeenteraadsverkiezingen van 1988 werd Henneuse begin 1989 burgemeester van de gemeente, een functie die hij uitoefende tot eind 1994. Na de gemeenteraadsverkiezingen van dat jaar werd de PS in Péruwelz naar de oppositie verwezen, waarna hij tot begin 1995 als gemeenteraadslid zetelde. Van 1981 tot 1985 was hij eveneens provincieraadslid van Henegouwen.
Van 1988 tot 1995 zetelde Henneuse in de Senaat: van 1988 tot 1991 als provinciaal senator voor Henegouwen en van 1991 tot 1995 als rechtstreeks gekozen senator voor het arrondissement Doornik-Aat-Moeskroen. Hierdoor zetelde hij van 1991 tot 1995 ook in de Waalse Gewestraad en de Raad van de Franse Gemeenschap. In januari 1995 nam hij ontslag uit al zijn politieke functies.
Op 6 januari 1995 werd hij namelijk benoemd tot rechter in het Arbitragehof, vanaf 2007 het Grondwettelijk Hof genaamd, en op 5 december 2010 werd hij er voorzitter van de Franstalige taalgroep. Hij bleef dit tot zijn emeritaat op 18 juni 2013, toen hij de leeftijdsgrens van 70 jaar bereikte.
Daarnaast was Henneuse voorzitter van de vereniging van het natuurpark Scheldevlakten. In die hoedanigheid nodigde hij geregeld de voorzitters van de zes andere Waalse natuurparken uit voor informele vergaderingen, hetgeen in 2003 resulteerde in de oprichting van de vereniging van Waalse natuurparken. Henneuse werd er de eerste voorzitter van.